# Jonas De Roeck
Jonas De Roeck, né le 20 décembre 1979 à Barcelone en Espagne, est un footballeur et entraîneur belge qui joue au poste de défenseur avant de devenir entraîneur.

## Biographie

### Carrière d'entraineur
Début juin 2024, Jonas De Roeck s'engage avec le Royal Antwerp FC, où il succède à Mark van Bommel, et signe un contrat courant jusqu'en 2026.

## Palmarès

### Palmarès de joueur
- Royal Antwerp FC
  - Champion de Division 2 en 2000.
- KAA La Gantoise
  - Finaliste de la Coupe de Belgique en 2008.

### Palmarès d'entraîneur
- Berchem Sport
  - Vainqueur du championnat de D2 amateurs en 2017.